# ماکروپدیا
ماکروپدیا (به انگلیسی: Macropædia)، در ۱۷ جلد سومین مجموعه از دانشنامه بریتانیکا است. دو مجموعهٔ دیگر میکروپدیا در ۱۲ جلد و پروپدیا در یک جلد هستند. نام ماکروپدیا نوواژه‌ای‌است که از واژه‌های «بزرگ» و «آموزش» در زبان یونانی باستان توسط مورتیمر ادلر رقم زده شده‌است. آدلر می‌خواست که ماکروپدیا ابزاری در خدمت به دانش‌پژوهانی که مایل به فراگیری یک زمینهٔ دانشی در عمق باشند قرار گیرد؛ در مقایسه با، مقاله‌های کوتاه میکروپدیا که برای بررسی سریع حقایق و چک‌کردن در نظر گرفته شده‌اند.
ماکروپدیا ضمیمهٔ نسخهٔ پانزدهم (۱۹۷۴) در ۱۹ جلد و داشتن ۴۲۰۷ مقاله ارائه شد. در سازماندهی مجدد و جامع از آن نسخه در سال ۱۹۸۵، این مقاله‌ها در هم ادغام شده و به‌صورت ۱۷ جلد در حدود ۷۰۰ مقالهٔ فشرده، از ۲ تا ۳۱۰ صفحه ارائه شدند. طولانی‌ترین مقالهٔ ماکروپدیا؛ ایالات متحده آمریکا، خود منجر به از ادغام ۵۰ مقاله در هر ایالت شد.
مقاله‌های ماکروپدیا به طور کلی بوسیله و زیر نام اهداکنندهٔ مقاله نوشته می‌شوند و دارای منبع هستند و این در برابر شیوهٔ به‌کار رفته در ارائهٔ کم‌وبیش ۶۵۰۰۰ مقاله در میکروپدیاست که به هیچ‌گونه نام اهداکننده یا به منابعی اشاره نمی‌شود. با این حال، برخی از قسمت‌های ماکروپدیا توسط هیئت تحریریه دانشنامه بریتانیکا نوشته شده‌بودند؛ این‌گونه مقاله‌های «سردبیری» با نویسه (".Ed" ای‌دی) مشخص شده‌اند.
از زمان سازماندهی دوباره آن، ماکروپدیا در همان شکل ماندگار نمانده‌است. مقاله‌های تازه دائماً با نرخ پایداری به‌آن افزوده گردیده، در حالی که مقاله‌های قدیمی‌تر نیز گاهی تقسیم، ادغام در مقاله‌های دیگر یا به شدت کوتاه‌گشته‌اند، یا حتی حذف شده‌اند. یک مثال برای این مورد: در سال ۱۹۸۹ مقاله (Adhesives چسب) است، که مقاله خود در سال ۱۹۸۹ از ۷ صفحه تشکیل می‌شد. این مقاله در ماکروپدیای ۱۹۹۱ در مقاله متفاوتی به زحمت یک صفحه بوده، اما صرفاً بوده‌است.